# Divina Pastora (Brésil)
Pour les articles homonymes, voir Divina Pastora.
Divina Pastora est une ville brésilienne du centre de l'État du Sergipe.

## Géographie
Divina Pastora se situe à une latitude de 10° 41′ 19″ sud et à une longitude de 37° 08′ 54″ ouest, à une altitude de 78 mètres.
Sa population était de 4 198 habitants au recensement de 2007. La municipalité s'étend sur 92 km2.
Divina Pastora fait partie de la microrégion de Cotinguiba, dans la mésorégion Est du Sergipe.